# Campeonato Gaúcho de Futebol de 1928
O Campeonato Gaúcho de Futebol de 1928 foi a oitava edição da competição no Estado do Rio Grande do Sul. Os campeões das regiões foram reunidos em Porto Alegre para disputa do título, novamente o sistema foi de jogos eliminatórios. O Americano de Porto Alegre foi o campeão.

## Participantes
| Equipe    | Cidade         | Classificação                   | Participação |
| --------- | -------------- | ------------------------------- | ------------ |
| Americano | Porto Alegre   | Campeão da Região Metropolitana | 1ª           |
| Bagé      | Bagé           | Campeão da Região Sul           | 4ª           |
| Gaúcho    | Passo Fundo    | Campeão da Região Serra         | 1ª           |
| Guarany   | Rosário do Sul | Campeão da Região Fronteira     | 1ª           |
| Nacional  | São Leopoldo   | Campeão da Região Noroeste      | 2ª           |

## Tabela
|  | Preliminar    | Preliminar    |      |           | Semifinais         | Semifinais         |       |  | Final         | Final         |  |  |
|  | 14 de outubro | 14 de outubro |      |           | 12 a 17 de outubro | 12 a 17 de outubro |       |  | 24 de outubro | 24 de outubro |  |  |
|  |               |               |      |           |                    |                    |       |  |               |               |  |  |
|  | Gaúcho        | 2             |      |           | Gaúcho             | 3                  |       |  |               |               |  |  |
|  |               |               |      |           | Gaúcho             | 3                  |       |  |               |               |  |  |
|  | Nacional      | 1             |      |           | Americano          | 4                  |       |  |               |               |  |  |
|  | Nacional      | 1             |      | Americano | Americano          | 4                  | 3     |  |               |               |  |  |
|  |               |               |      |           |                    |                    |       |  |               |               |  |  |
|  |               |               | Bagé | 0         |                    |                    |       |  |               |               |  |  |
|  |               |               |      | 0         |                    | Bagé               | 3 (2) |  |               |               |  |  |
|  |               |               |      |           |                    | Bagé               | 3 (2) |  |               |               |  |  |
|  |               |               |      |           | Guarany de Rosário | 3 (0)              |       |  |               |               |  |  |

### Fase preliminar
| 14 de outubro de 1928 | Gaúcho | 2 – 1 | Nacional de São Leopoldo | Baixada, Porto Alegre |
|                       | Javel  |       | Gol marcado              |                       |

### Semifinais
| 12 de outubro de 1928 | Bagé                            | 3 – 3 | Guarany de Rosário                | Baixada, Porto Alegre   |
|                       | Oliveira · Bate-Bate · Gianelli |       | Gilberto (P) · Octacílio (prorr.) | Árbitro: Ernesto Fortes |

- Bagé: Tavico; Antonio e Pascoalito; Moreira, Magno e Chatinho; Roberto, Bate-Bate, Gianelli, Oliveira e Picão.
- Guarany de Rosário: Aguirre; Gilberto e Orozimbo; João, Salvador e Véco Barroso; Otacilio, Ari, Costa, Martins e Floriano.

Jogo desempate
| 13 de outubro de 1928 | Bagé                      | 2 – 0 | Guarany de Rosário | Baixada, Porto Alegre |
|                       | Gol marcado · Gol marcado |       |                    |                       |

- Bagé: Tavico; Antonio e Pascoalito; Moreira, Magno e Chatinho; Roberto, Bate-Bate, Gianelli, Oliveira e Picão.
- Guarany de Rosário: Aguirre; Gilberto e Orozimbo; João, Salvador e Véco Barroso; Otacilio, Ari, Costa, Martins e Floriano.

| 17 de outubro de 1928 | Americano                                             | 4 – 3 | Gaúcho | Baixada, Porto Alegre   |
|                       | Gol marcado · Gol marcado · Gol marcado · Gol marcado |       | Javel  | Árbitro: Ernesto Fortes |

### Final
| 24 de outubro de 1928 | Americano        | 3 – 0 | Bagé | Baixada, Porto Alegre       |
|                       | Joãozinho 7' 65' |       |      | Árbitro: Rodolpho Del Bagno |

|  | Americano | Bagé |

| AMERICANO: |  |             |  |
|            |  |             |  |
| G          |  | Alegrete    |  |
| Z          |  | Heitor      |  |
| Z          |  | Vasco       |  |
| M          |  | Nalério     |  |
| M          |  | Barulho     |  |
| M          |  | De Lorenzi  |  |
| A          |  | Fernando    |  |
| A          |  | Totte       |  |
| A          |  | Hugo        |  |
| A          |  | Joãozinho   |  |
| A          |  | Victor Hugo |  |
| Treinador: |  |             |  |
|            |  |             |  |

| BAGÉ:      |  |               |  |
|            |  |               |  |
|            |  |               |  |
| G          |  | Pinote        |  |
| Z          |  | Marcelo       |  |
| Z          |  | Bili          |  |
| M          |  | Chatinho      |  |
| M          |  | Magno         |  |
| M          |  | Misael Romero |  |
| A          |  | João Amaral   |  |
| A          |  | Pascoalito    |  |
| A          |  | Oliveira      |  |
| A          |  | Picão         |  |
| A          |  | Gianelli      |  |
| Treinador: |  |               |  |
|            |  |               |  |

| Gauchão 1928                  |
| ----------------------------- |
| Americano Campeão (1º título) |